# Как преуспеть в делах
«Как преуспеть в делах» (англ. Taking Care Of Business, также известен как «Красивая жизнь», «Как разобраться с делами», «Наведём в делах порядок») — американская кинокомедия 1990 года режиссёра Артура Хиллера с Джеймсом Белуши в главной роли. Название картины совпадает с титульной композицией в исполнении группы Bachman-Turner Overdrive.

## Сюжет
Джимми Дворски — угонщик автомобилей, отбывающий в тюрьме очередной срок. Ему удалось достать билет на финал мировой серии с участием любимой бейсбольной команды Чикаго Кабс. Джимми остаётся отсидеть несколько дней, но последствия не беспокоят истинного поклонника бейсбола и Джимми бежит из-за решётки. По дороге на матч Джимми случайно находит потерянную книжку-органайзер с ключом от шикарной виллы.
Органайзер принадлежал менеджеру по маркетингу, трудоголику Спенсеру Барнсу, которому вилла его босса была нужна для важнейшей в карьере деловой встречи. Все планы Спенсера рушатся, а Джимми Дворски наслаждается жизнью в роскошных апартаментах, ухаживает за дочерью хозяина корпорации и выдаёт себя за Барнса. Он отправляется вместо него на деловую встречу с бизнесменом из Японии, от которого зависит судьба Барнса и всей корпорации, в которой он работает. В результате японцы отказываются от услуг компании Спенсера.
В конце концов, пути Джимми Дворски и Спенсера Барнса пересекаются. Спенсер уже успел поставить крест на своей карьере и личной жизни, а найденный драгоценный органайзер не может ничего изменить. Преодолев «проклятье Кабс», по сюжету фильма бейсболисты из Чикаго побеждают в серии. После матча Спенсер пересматривает взгляды на свою жизнь. Он помогает Джимми вернуться за решётку, так словно он и не покидал тюрьму, находит новую работу и восстанавливает испорченные отношения с супругой.

## В ролях
- Джеймс Белуши — Джимми Дворски
- Чарлз Гродин — Спенсер Барнс
- Анна Де Сальво — Дэбби Липтон
- Лорин Локлин[англ.] — Джуел Бентли
- Стивен Эллиотт — Уолтер Бентли
- Гектор Элизондо — Фрэнк Тулмэн, начальник тюрьмы
- Вероника Хэмел — Элизабет Барнс
- Мако Ивамацу — мистер Сакамото
- Джон де Ланси — Тед Бредфорд-мл.
- Гейтс Макфадден — Дайан Коннорс

## Съёмки
Бейсбольные сцены были сняты на стадионе Энджел Стэдиум в Лос-Анджелесе, Калифорния. Площадка является домашним для бейсбольной команды Лос-Анджелес Энджелс.

## Восприятие
Оценка агрегатора рецензий Rotten Tomatoes составляет 29 % на основе 14 рецензий.